# Подставки (Сумская область)
Подставки (укр. Підставки) — село, Подставский сельский совет, Липоводолинский район, Сумская область, Украина.
Код КОАТУУ — 5923284801. Население по переписи 2001 года составляло 556 человек.
Является административным центром Подставского сельского совета, в который, кроме того, входят сёла Мельниково и Слободка.

## Географическое положение
Село Подставки находится на правом берегу реки Грунь, выше по течению на расстоянии в 2 км расположено село Синевка, ниже по течению на расстоянии в 0,5 км расположено село Слободка. Через село проходит автомобильная дорога Т-1913.

## История
- Село Подставки основано во второй половине XVII века.

## Экономика
- «Подставки», ООО.

## Объекты социальной сферы
- Школа.

## Известные люди
- Авраменко Пётр Никитович (1915—2003) — Герой Советского Союза, родился в селе Подставки.

## Достопримечательности
- В селе Подставки есть дуб, которому почти 300 лет (высота 30 м, диаметр ствола 110 см, диаметр кроны — 30 м). Утверждается, что под ним отдыхал Пётр I, когда шёл к Полтаве на битву со шведами.